# Aléxandros Kallimáchis
 (juillet 2025).
Aléxandros Kallimáchis (grec moderne : Αλέξανδρος Καλλιμάχης), prince-souverain de Sámos (1850-1854), fils de Scarlat Kallimachis, prince de Moldavie et de Smaranda Mavrogénis.

## Biographie
Il fuit la Moldavie avec sa mère et d'autres membres de sa famille en 1821, au moment de la mort de son père. La famille se réfugie en Russie, où Alexandre termine ses études, à l'université de Kiev. Après avoir voyagé à travers l'Europe, il se rend dans l'Empire ottoman en 1829, où les biens et les titres de sa famille lui sont restitués.
Il entre au service de l'administration ottomane, d'abord comme attaché, puis comme conseiller de Rashid Pasha, l'ambassadeur ottoman à Paris de l'époque.
En 1848, il est nommé ministre plénipotentiaire à Londres, puis, un an plus tard, à Paris sous le même titre. En 1850, il est nommé prince de Sámos, fonction qu'il n'a jamais acceptée personnellement, préférant administrer l'île par l'intermédiaire d'un délégué, Geórgios Koneménos. Bien que son règne ait été contesté par certains habitants de l'île, il est connu pour avoir fondé le système politique constitutionnel de la Principauté. Celui-ci consistait en la séparation des pouvoirs législatif, exécutif et judiciaire. Il a également fait progresser le système éducatif, en créant quatre écoles grecques et vingt-deux écoles élémentaires, ainsi qu'un système de tribunaux et une imprimerie.
En 1853, il se retire à Versailles mais est rappelé en 1855 et nommé ambassadeur à Vienne, poste qu'il n'a pu occuper qu'après avoir joué un rôle important dans les conférences d'Istanbul sur la réorganisation des principautés danubiennes.
Pour ses services, Kallimachis a reçu en juin 1861 le titre ottoman de Bala, premier chrétien à recevoir cet honneur.